# Pandenulf de Capua
Pandenulf a fost conte de Capua, revendicând acest titlu din anul 862 și deținându-l efectiv în timpul tumulutuosului război civil dintre 879 și 882.
Pandenulf a fost fiul și succcesorul lui Pando "cel Lacom" de Capua, însă a fost înlăturat imediat după moartea tatălui de către unchiul său, episcopul Landulf al II-lea. 
La moartea lui Landulf, Pandenulf și-a reafirmat pretențiile de conducător al Capuei având sprijinul unei largi facțiuni politice, avându-l ca oponent pe vărul său, Lando al III-lea. El a cucerit orașele Teano și Caserta, în vreme ce susținătorii lui Lando dețineau Caiazzo și Calino. Lando se bucura și de sprijinul principelui Guaifer de Salerno, drept pentru care Pandenulf a căutat să și-i facă aliați pe ducele Guaifer de Benevento și pe strategos-ul bizantin Grigore de Bari, aflați amândoi în acel moment la Benevento. Ei au ajuns împreună la Nola, însă Pandenulf a refuzat să presteze omagiu principeliu beneventin. Drept urmare, beneventinii și grecii s-au raliat celor din Salerno în a asedia Capua. Asediul a întâmpinat însă dificultăți și singurul care a rămas să îl continue a fost principele de Benevento.
Între timp, Pandenulf a reînnoit fidelitatea față de papalitate, sperând să folosească prestigiul papei Ioan al VIII-lea ca armă împotriva adversarilor săi. Cetățenii din Capua îl învestiseră între timp pe Landulf, fiul cel tânăr al lui Lando al III-ea, ca episcop al orașului, drept pentru care Pandenulf l-a alungat pe acela și a căutat să îl impună ca episcop pe propriul său frate, Landenulf, deși acesta era pe atunci căsătorit. Aceasta a cauzat o schimsă îjn interiorul bisericii de Capua. Pandenulf l-a trimis pe fratele său la Roma, solicitând papei consacrarea acestuia. Episcopul de Teano și abatele de Montecassino l-au îndemnat însă pe papa Ioan să nu cedeze contelui de Capua, însă papa, dornic să îș mențină fidel pe Pandenulf și să satisfacă pe ambii pretendenți, l-a consacrat pe Landulf ca episcop al Capueio Vechi (astăzi, Santa Maria Capua Vetere), iar pe Landenulf ca episcop al Noii Capue. În cele din urmă, Pandenulf s-a văzut nevoit să îl recunoască pe Lando ca stăpânind în Caiazzo, în condițiile în care apăreau alți pretendenți .
După ce ducele Docibilis I de Gaeta a rupt relațiile cu papalitatea din cauza relațiilor sale cu sarazinii, cu care Docibilis se alise, papa Ioan i-a acordat lui Pandenulf anutorizația de a achiziționa posesiunile papale aflate sub guvernarea ducelui de Neapole, Athanasie. Trupele lui Pandenulf i-au constrâns pe cei din Gaeta să își restrângă controlul la propria lor peninsulă, însă Docibils a făcut apel la sarazinii stabiliți în Agropoli și a recucerit Fondi, provocând ravagii asupra teritoriului papal. Pandenulf a fost însă rechemat de noile evenimente din Capua, iar papa a fost nevoit să încheie un tratat cu Docibilis, prin care cel din urmă se recunoștea vasal al papei.
Pandenulf a găsit un nou aliat în persoana ducelui de Neapole, Athanasie. Dornic să îi mențină pe cei din Capua în stare de război, ducele napolitan a răspuns imediat apelului. Fiind între timp excomunicat din cauza relațiilor sale cu sarazinii, Athanasie a devenit supus al bizantinilor, schimbându-și tabăra și asediind Capua. Din aprilie 881, el l-a alungat pe Pandenulf și a trecut el însuși la conducerea Capuei, ca vasal al lui Guaimar I de Salerno.